# Kanton Grenoble-1
Grenoble-1 is een kanton van het Franse departement Isère. Het kanton maakt deel uit van het arrondissement Grenoble. Het telt 45.366 inwoners in 2018.
Het kanton omvat uitsluitend een deel van de gemeente Grenoble.
Bij de herindeling van de kantons bij decreet van 18 februari 2014, met uitwerking op 22 maart 2015, werd de verdeling van de gemeente over de kantons gewijzigd.